# Corrado Bafile
Corrado Bafile (ur. 4 lipca 1903 w L’Aquili, zm. 3 lutego 2005 w Rzymie), włoski duchowny katolicki, dyplomata, kardynał. 

## Życiorys
Studiował na Uniwersytecie w Monachium oraz kilku uczelniach rzymskich (Uniwersytet Rzymski, Papieski Uniwersytet Gregoriański, Wyższe Seminarium Duchowne, Athenaeum Laterańskie oraz Akademia Duchowieństwa Szlachetnie Urodzonego). 11 kwietnia 1936 przyjął w Rzymie święcenia kapłańskie. W latach 1939–1960 sprawował opiekę duszpasterską wśród mieszkańców Rzymu i pracował jednocześnie w watykańskim Sekretariacie Stanu. W czerwcu 1954 został obdarzony tytułem papieskiego prałata domowego.
13 lutego 1960 został mianowany nuncjuszem w Niemczech, jednocześnie otrzymał godność arcybiskupa, ze stolicą tytularną Antiochia in Pisidia. Sakry biskupiej udzielił mu w Watykanie papież Jan XXIII 19 marca 1960. Bafile brał udział w obradach Soboru Watykańskiego II (1962–1965); w 1975 zakończył wieloletnią misję dyplomatyczną w Niemczech i przeszedł do pracy w Kurii Rzymskiej.
W lipcu 1975 papież Paweł VI powierzył mu kierowanie Kongregacją Spraw Kanonizacyjnych (proprefekt); 24 maja 1976 mianowany kardynałem, z tytułem diakona S. Maria in Portico, następnego dnia podniesiony do rangi prefekta Kongregacji Spraw Kanonizacyjnych. Uczestniczył w sesji Światowego Synodu Biskupów w 1977, w zgromadzeniach plenarnych Kolegium Kardynalskiego, a także w obu konklawe w 1978.
W czerwcu 1980 złożył rezygnację z kierowania Kongregacją, w lipcu 1983 jako 80-latek utracił także prawo udziału w konklawe. W czerwcu 1987 został podniesiony do godności kardynała-prezbitera, z zachowaniem tytułu S. Maria in Portico pro hac vice.
Od śmierci biskupa Jose Rosenhammera w 2003 był najstarszym żyjącym biskupem Kościoła katolickiego na świecie; w lipcu 2003 jako jeden z nielicznych kardynałów w historii ukończył 100 lat. Zmarł w wieku 101 lat.
Jest najstarszym kardynałem Kościoła katolickiego od 1750, po nim jest Loris Capovilla który żył 100,6 lat.